# یشیلووا
یشیلووا (به ترکی استانبولی: Yeşilova) یک منطقهٔ مسکونی در ترکیه است که در استان بوردور واقع شده‌است.